# Freibad Heuried

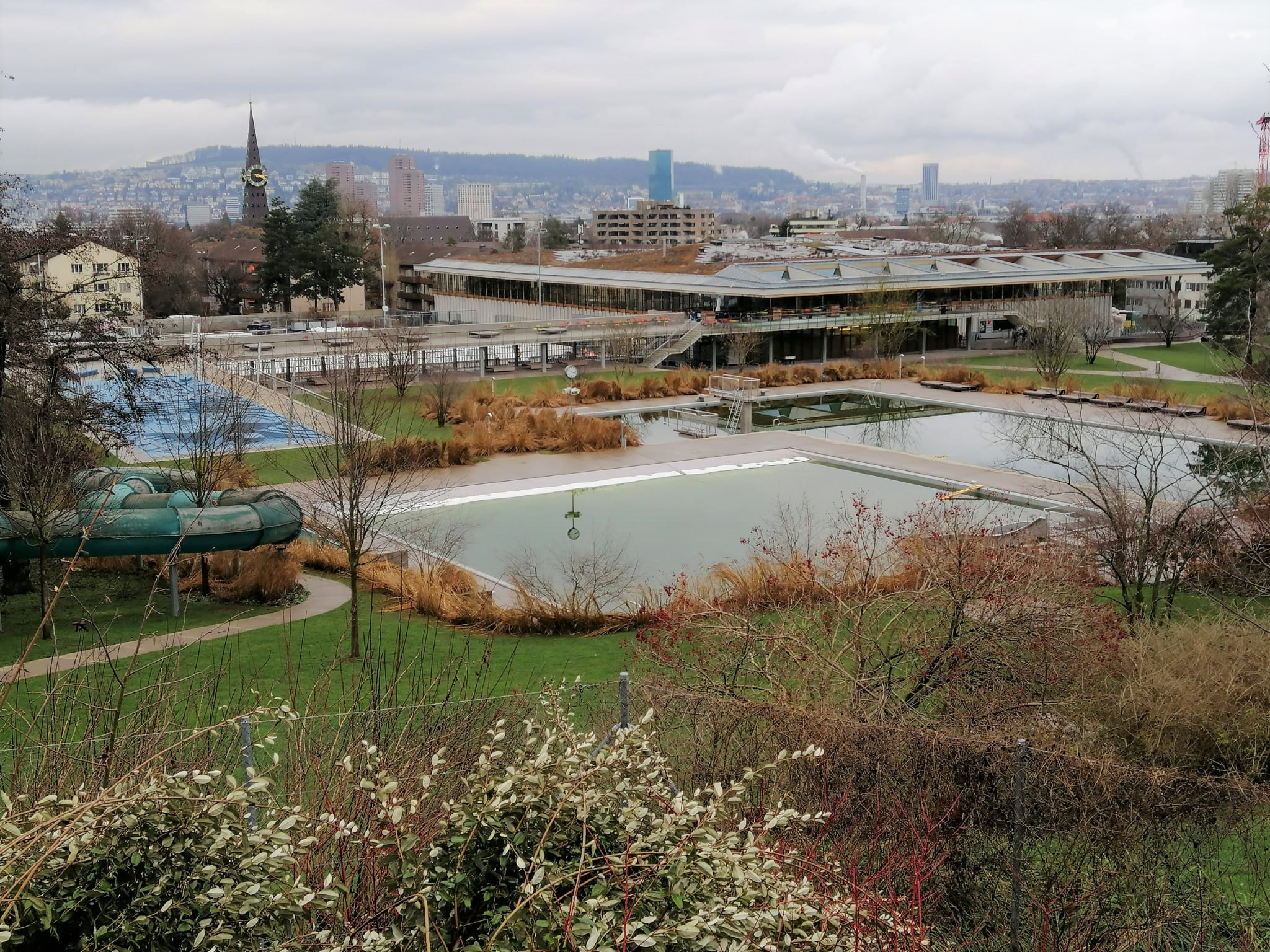
Anlage des Freibads

Das Freibad Heuried ist ein öffentliches Freibad der Stadt Zürich. Es liegt im Quartier Friesenberg des Stadtteils Wiedikon in der Nähe des Stadtspitals Triemli. 
Das Freibad ist eines der beliebtesten Freibäder der Stadt. Es ist Teil des Sportzentrums Heuried, das auch eine Eissporthalle und im Winter zwei Eisfelder, sowie ein Restaurant umfasst. Die Anlage wurde in den Jahren 1961 bis 1965 von den Architekten Hans Litz und Fritz Schwarz im Stile des Brutalismus gebaut. Die Eröffnung fand am 28. August 1965 statt. In den Jahren von 2014 bis 2017 wurde das Bad durch die EM2N-Architekten renoviert und der Eingang heller gestaltet.
Es gibt im Bad drei Becken: ein 50 × 20 m grosses Schwimmbecken, ein 20 × 20 m grosses Nichtschwimmerbecken und ein beschatteter Kinderbereich. Ausserdem gibt es eine 132 m lange Wasserrutsche.